# Nationalpark Unteres Odertal

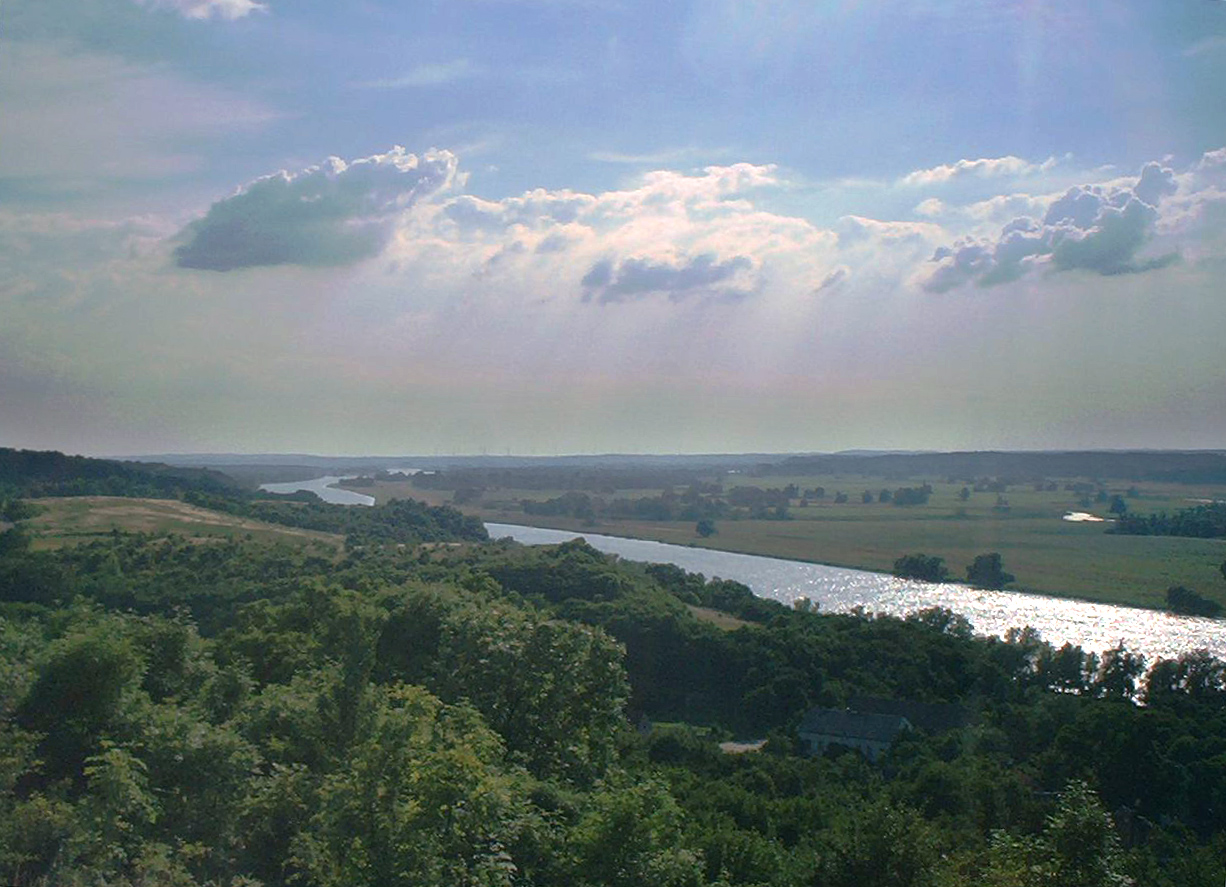
vy från Polen till nationalparken

Nationalparken Unteres Odertal är en 1995 inrättad nationalpark i nordöstra Tyskland. 
Den ligger i delstaten Brandenburg i Landkreis Uckermark och har en yta av 10 500 hektar. Den är på tyska sidan omgiven av naturskyddsområdet Nationalparkregion Unteres Odertal, som är 17 774 hektar stort. Även på polska sidan ansluter en region med naturskyddsstatus. Den hela sammanhängande skyddade regionen utgör en yta av 1 172 kvadratkilometer och följer floden Oder av en längd av 60 kilometer.
Under vintern hittar många fåglar rastmöjligheter på nationalparkens ängar. Sällsynta arter som häckar i området är kornknarr, brushane och rödspov. I zoner med lövskog är sommargyllingen en vanlig häckfågel. 
Arter som förekommer hela året i nationalparken är utter, bäver, ängshök och havsörn. 
Ulleken som är vanligare i Sydeuropa hittas här.